# 3795 Nigel
3795 Nigel је астероид главног астероидног појаса чија средња удаљеност од Сунца износи 2,389 астрономских јединица (АЈ).
Апсолутна магнитуда астероида је 13,2.